# Rhadamiste Ier d'Ibérie
Rhadamiste ou Hradamiste Ier d'Ibérie est selon Cyrille Toumanoff un roi artaxiade d'Ibérie de 132 à 135 apr. J.-C. Il règne de 129 à 132 apr. J.-C. selon la chronologie traditionnelle.

## Biographie
Les Chroniques géorgiennes, issues du prince Vakhoucht Bagration et éditées et étudiées  par Marie-Félicité Brosset, nous informent laconiquement sur le règne de ce roi qu'elles dénomment « Adam, Karthloside » :

« Adam fils de Pharsman-Kouel, ayant été placé sur le trône de son père, mourut après  trois ans de règne, laissant un fils âgé d'un an. Jusqu'à ce que celui-ci fût en âge, l'autorité reste entre les mains de la mère de son père, épouse de Pharsman-Kouel et nommée Ghadana,. »

Marie-Félicité Brosset et Cyrille Toumanoff identifient ce fils anonyme du roi Adam né vers 131/134 au futur Pharasman III d'Ibérie.